# Hans-Georg Reimann
Hans-Georg Reimann (n. 24 august 1941, Memel, Germania Nazistă) este un atlet ce a reprezentat Republica Democrată Germană, specializat în probele de marș, medaliat olimpic. A participat la 4 ediții ale Jocurilor Olimpice (1964, 1968, 1972, 1976) în care a câștigat o medalie de argint și o medalie de bronz.

## Palmares
| An   | Competiție           | Locație                   | Loc | Eveniment  | Note      |
| ---- | -------------------- | ------------------------- | --- | ---------- | --------- |
| 1962 | Campionatul European | Belgrad, Iugoslavia       | 2   | 20 km marș | 1:36:14,2 |
| 1964 | Jocurile Olimpice    | Tokio, Japonia            | 12  | 20 km marș | 1:34:51   |
| 1966 | Campionatul European | Budapesta, Ungaria        | –   | 20 km marș | DS        |
| 1968 | Jocurile Olimpice    | Ciudad de México, Mexic   | 7   | 20 km marș | 1:36:32   |
| 1969 | Campionatul European | Atena, Grecia             | 5   | 20 km marș | 1:33:04   |
| 1971 | Campionatul European | Helsinki, Finlanda        | 5   | 20 km marș | 1:28:57   |
| 1972 | Jocurile Olimpice    | München, Germania de Vest | 3   | 20 km marș | 1:27:17   |
| 1976 | Jocurile Olimpice    | Montreal, Canada          | 2   | 20 km marș | 1:25:14   |